# Мутала (футбольний клуб)
Мутала АІФ (швед. Motala Allmänna Idrottsförening) — шведський футбольний клуб з однойменного міста, в даний момент виступає в Дивізіоні 2, четвертому за силою дивізіоні Швеції.  

## Історія
Клуб заснований 29 серпня 1907 року, домашні матчі проводить на стадіоні «Мутала Ідроттспарк», який вміщає 8 500 глядачів.
У вищому дивізіоні чемпіонату Швеції Мутала АІФ за свою історію грала лише раз, в сезоні 1957/58 вона посіла 12-е місце в підсумковій таблиці чемпіонату. Провів у Аллсвенскан 33 матчі, у яких здобув 6 перемог, 7 нічиїх і 20 поразок, різниця м'ячів 35-68.
Крім футбольної команди в спортивному товаристві Мутала АІФ існують команди з хокею, легкої атлетики, велоспорту та лижних гонок.

## Досягнення
Аллсвенскан:
- 12-е місце (1): 1957/1958.

## Відомі гравці і вихованці
- Ноел Брадерстон
- Ібрагім Корома
- Йоста Лефгрен
- Мікаель Рузен
- Драган Окука

## Відомі тренери
- Томас Нурдаль